# Daniel Gomez (football, 1946)
Pour les articles homonymes, voir Daniel Gomez et Gomez.
Daniel Gomez est un footballeur professionnel français, né à Hussein-Dey le 7 janvier 1946 et mort le 7 mai 2024 à Villeneuve-lès-Avignon.

## Biographie
Il débute au Nîmes Olympique, ou il passe l'essentiel de sa carrière, il forme alors un duo efficace avec Antoine Valls. Après six saison à Nîmes dont une en 2e division, il s'engage au Red Star pour le Championnat 1969-1970.
Il termine sa carrière en D2 à La Berrichonne de Châteauroux puis au FC Rouen.

## Palmarès
- Vice-Champion de D2 1968 (avec le Nîmes Olympique)